# MikiGeo
MikiGeo – seria 52 książek geograficznych wydawana od 2000 do 2002 roku przez DeAgostini. Każdy numer poświęcony był podróży w inne państwo lub region świata. Ukazywała się co dwa tygodnie.

## Bohaterowie
Bohaterami tekstów i 4-stronnicowych komiksów "Miki-Hece" byli:
- Myszka Miki
- Myszka Minnie
- Goofy
- Pluto
- Mordek i Ferdek
- Indiana Goofs (przetłumaczony jako Indiana Goofy)
- Kranz (przetłumaczony jako Kranc) - wróg Indiany Goofsa
- Fantomen (przetłumaczony jako Czarna Plama)
- Czarny Piotruś i Zocha (przetłumaczona jako Trudy)
- Profesor Południkus - pracujący z Mikim i spółką
- Profesor Równoleżnikus - pracujący z czarnymi charakterami

## Tomy
| Numer | Państwo lub region                           | Tytuł komiksu zawartego w środku         |
| ----- | -------------------------------------------- | ---------------------------------------- |
| 1     | Afryka Północna                              | Miki i Miecz Kalifa                      |
| 2     | Północno-wschodnie stany USA                 | Miki i zwodniczy Geo O'Graff             |
| 3     | Indie, Sri Lanka, Malediwy                   | Miki i hinduski talizman                 |
| 4     | Japonia                                      | Miki i samurajski wynalazek              |
| 5     | Północne Włochy                              | Miki i modna kradzież                    |
| 6     | Meksyk                                       | Miki i stela Majów                       |
| 7     | Północno-zachodnie stany USA                 | Miki i pamiętnik założyciela             |
| 8     | Wielka Brytania i Irlandia                   | Miki i tajne służby                      |
| 9     | Środkowe Włochy                              | Miki i boski autograf                    |
| 10    | Francja                                      | Miki i skok Czarnej Plamy                |
| 11    | Kraje wspólnoty niepodległych państw         | Miki i kuzyn Goofskij                    |
| 12    | Afryka środkowowschodnia                     | Miki i kłopotliwy przodek                |
| 13    | Niemcy                                       | Czarny Piotruś i "grające" złoto         |
| 14    | Południowe Włochy                            | Mordek i Ferdek oraz pilna wiadomość     |
| 15    | Europa północna                              | Miki i saga o Gunnarze                   |
| 16    | Chiny cz. 1                                  | Miki i cesarski upominek                 |
| 17    | Półwysep Iberyjski                           | Miki i operacja "Don Kichot"             |
| 18    | Półwysep Arabski                             | Indiana bis                              |
| 19    | Południowe stany USA                         | Trudy i Róża Południa                    |
| 20    | Brazylia cz. 1                               | Miki i brazylijska fazenda               |
| 21    | Kanada i Alaska                              | Miki i traper Trophy                     |
| 22    | Australia cz. 1                              | Miki i magiczny kamień                   |
| 23    | Ameryka Środkowa                             | Miki i skarb Karaibów                    |
| 24    | Antarktyda                                   |                                          |
| 25    | Grecja i Malta                               |                                          |
| 26    | Belgia, Holandia, Luksemburg                 | Miki i tajemnica 2 kółek                 |
| 27    | Afryka Południowa cz. 1                      | Południkus i afrykańska odyseja          |
| 28    | Kraje Alpejskie                              |                                          |
| 29    | Bliski Wschód                                | Miki i berło za skrytką                  |
| 30    | Brazylia cz. 2                               | Miki i zielona gwiazda                   |
| 31    | Arktyka i Grenlandia                         | Miki i szpieg, który... został na lodzie |
| 32    | Europa Środkowo-Wschodnia                    | Miki i kamień filozoficzny               |
| 33    | Chiny cz. 2                                  | Miki i "zaginona" kronika                |
| 34    | Chile i Argentyna                            |                                          |
| 35    | Iran, Irak, Afganistan                       | Minnie i księżniczka dwóch rzek          |
| 36    | Afryka Środkowo-Północna                     |                                          |
| 37    | Azja Południowo-Wschodnia cz. 1              | Mordek, Ferdek i biały słoń              |
| 38    | Wyspy Karaibskie                             |                                          |
| 39    | Ameryka Południowa (Północny wschód)         |                                          |
| 40    | Tajwan, Korea, Mongolia                      |                                          |
| 41    | Australia cz. 2                              |                                          |
| 42    | Paragwaj, Urugwaj                            |                                          |
| 43    | Turcja i Cypr                                |                                          |
| 44    | Wyspy Oceanii                                |                                          |
| 45    | Afryka Środkowo-Zachodnia                    |                                          |
| 46    | Ameryka Południowa (Północny zachód)         |                                          |
| 47    | Pakistan, Nepal, Bhutan                      |                                          |
| 48    | Europa Południowo-Wschodnia                  |                                          |
| 49    | Azja Południowo-Wschodnia cz. 2              |                                          |
| 50    | Republika Południowej Afryki, Lesotho, Suazi |                                          |
| 51    | Nowa Zelandia                                |                                          |
| 52    | Najwyższe budowle świata                     |                                          |